# Nara (jazyk)
Nara (též nera, barea a barya) je východosúdánský jazyk, kterým se mluví v Eritreji. Nara se též někdy špatně řadí mezi jazyky kunama, se kterými je jazyk možná jenom vzdáleně příbuzný. Mluvčích jazyka ubývá.
Název barea není moc často používaný, protože je velmi hanlivý (barea znamená otrok).